# 137.ª Divisão de Infantaria (Alemanha)
A 137ª Divisão de Infantaria (em alemão:137. Infanterie-Division) foi uma unidade militar que serviu no Exército alemão durante a Segunda Guerra Mundial.

## Comandantes
| Comandante                         | Data                                              |
| ---------------------------------- | ------------------------------------------------- |
| Generalleutnant Friedrich Bergmann | 8 de outubro de 1940 - 21 de dezembro de 1941     |
| Oberst Heine                       | 21 de dezembro de 1941 - 28 de dezembro de 1941   |
| Oberst Muhl                        | 28 de dezembro de 1941 - 5 de janeiro de 1942     |
| Generalleutnant Hans Kamecke       | 5 de janeiro de 1942 - 12 de fevereiro de 1942    |
| Generalleutnant Dr. Karl Rüdiger   | 12 de fevereiro de 1942 - 25 de fevereiro de 1942 |
| Generalleutnant Hans Kamecke       | 25 de fevereiro de 1942 - 15 de outubro de 1943   |
| Generalleutnant Egon von Neindorff | 15 de outubro de 1943 - 16 de dezembro de 1943    |

## Oficiais de operações
| Major Wilhelm Meyer-Detring]] | 5 de outubro de 1940-1 de junho de 1942 |
| Oberstleutnant Hans Refior]]  | 1 de junho de 1942-Nov 1943             |

## Área de operações
| Alemanha                       | outubro de 1940 - junho de 1941  |
| Frente Oriental, setor central | junho de 1941 - dezembro de 1943 |